# 小野市冷蔵庫男児遺体事件
小野市冷蔵庫男児遺体事件（おのしれいぞうこだんじいたいじけん）とは2009年4月に兵庫県小野市で発覚した事件。

## 概要
2007年7月13日、兵庫県小野市田園町の県営住宅でトラック運転手のXが妻Yと前夫との間にできた長男A（当時4歳）が泣きやまないことに立腹し、Yと共に手足をひもで縛り衣装ケースに入れて外出し、約8時間衣装ケースで放置されていたAは熱中症で死亡した。
その後、XとYはAの遺体を冷蔵庫の野菜室に2年間放置していたが、2009年4月29日10時25分頃、Yが「長男が死亡し、遺体を冷蔵庫に隠している」と自宅近くの交番に自首して事件が発覚。Xからも事情を聞いたところ容疑を認めたため、社警察署（現・加東警察署）はXとYを死体遺棄容疑で逮捕した。

## 捜査
逮捕後の捜査の過程でAは日常的にXやYに折檻などの虐待を受けていたことが判明した。また、XはYに対しても暴力を振るっており、Yはこのままでは殺されると感じて自首したと説明した。
2009年5月20日、神戸地検姫路支部はXとYを死体遺棄罪で起訴した。
2009年6月26日、兵庫県警察はXとYを逮捕監禁致死容疑で再逮捕した。
2009年7月17日、神戸地検姫路支部はXとYを逮捕監禁致死罪で追起訴した。児童虐待事件及び神戸地裁姫路支部では初めての裁判員裁判となった。

## 裁判
裁判前に公判前整理手続が行われ、XとYの裁判における争点は量刑に絞られた。また、XとYは分離公判して審理された。
父親Xの裁判
2009年12月9日、神戸地裁姫路支部（五十嵐常之裁判長）で初公判が開かれ、起訴事実を認めた。
2009年12月10日、論告求刑公判が開かれ、検察側は「被告の行為はしつけではなく、虐待そのもの」として懲役10年を求刑し、裁判が結審した。
2009年12月11日、神戸地裁姫路支部（五十嵐常之裁判長）で判決公判が開かれ「長男の受ける苦痛や恐怖を顧みない、常識を逸脱した犯行で悪質」として懲役9年6ヶ月の判決を言い渡した。最終的に懲役9年6ヶ月の判決が確定した。
母親Yの裁判
2010年1月13日、神戸地裁姫路支部（五十嵐常之裁判長）で初公判が開かれ、起訴事実を認めた。
2010年1月14日、論告求刑公判が開かれ、検察側は「夫の虐待を容認した」として懲役8年を求刑し、裁判が結審した。
2010年1月18日、神戸地裁姫路支部（五十嵐常之裁判長）で判決公判が開かれ「母親に守ってもらえなかった長男の無念さは想像に難くない」として懲役6年の判決を言い渡した。1月29日、量刑不当を理由に控訴した。
2010年7月16日、大阪高裁（森岡安広裁判長）は「被告の刑事責任は重大」として一審の判決を支持、弁護側の控訴を棄却した。